# مخيم الزرقاء
مخيم الزرقاء . يعد مخيم الازرقاء المخيم الأقدم للاجئين الفلسطينيين في الأردن، وهو واحد من أربعة مخيمات أقيمت في الضفة الشرقية من المملكة الأردنية الهاشمية لإيواء اللاجئين الذين غادروا فلسطين نتيجة الحرب العربية الإسرائيلية عام 1948.

## تأسيس المخيم
أسس المخيم عام 1949 بالقرب من مدينة الزرقاء من قبل اللجنة الدولية للصليب الأحمر في عام 1949، وقد أنشئ في البداية لإيواء ما مجموعه 8,000 لاجئ فوق مساحة من الأرض تبلغ 0,18 كيلومتر مربع. ولاحقا استبدلت الأونروا مساكن أكثر متانة بالخيام الأصلية، وتطور المخيم مع الوقت وتوسع ليصبح اليوم أحد الضواحي السكانية مدينة الزرقاء.
يعيش في المخيم اليوم أكثر من 20 ألف لاجئ مسجّل، وفيه 4 مدارس وحضانة أطفال، ومركزين صحيان ومراكز لإعادة التأهيل المجتمعي وللبرامج النسائية ولتوزيع الأغذية، ومكتب لشؤون البيئة.